# Bosonožský hájek
Bosonožský hájek je přírodní rezervace nacházející se na samém západním okraji katastru brněnské městské části Brno-Bosonohy v lokalitě Zadní boří. Předmětem ochrany je zachovalý lesní porost hostící množství druhů vyšších rostlin. Území patří mezi evropsky významné lokality soustavy Natura 2000. Jedná se také o mykologicky velmi významnou lokalitu, na níž byl zaznamenán výskyt 347 druhů makromycet.

## Povrch
Podloží Bosonožského hájku je tvořeno spraší, v níž se nacházejí hluboké strže. Ty patrně souvisí s někdejším zemědělským využíváním této oblasti, které přispělo k erozi půdy. Území se v jejím důsledku stalo zemědělsky nezajímavým, což umožnilo jeho opětovné zalesnění.

## Flóra
Ve stromovém patře dominuje dub zimní (Quercus petraea) s příměsí borovice lesní (Pinus sylvestris) a lípy srdčité (Tilia cordata). Ve stinných stržích přibývá habr obecný (Carpinus betulus), javor babyka (Acer campestre), buk lesní (Fagus sylvatica) a jen místy jeřáb břek (Sorbus torminalis) a jilm vaz (Ulmus laevis).
Bylinné patro je neobvykle druhově bohaté; v roce 2008 zde bylo zaznamenáno 284 druhů vyšších rostlin, z toho 41 ohrožených. Význačnými druhy jsou například zvonek moravský (Campanula moravica), čilimník řezenský (Chamaecytisus ratisbonensis), lýkovec jedovatý (Daphne mezereum), černohlávek velkokvětý (Prunella grandiflora) nebo pryšec mandloňovitý (Tithymalus amygdaloides). Ze zvláště chráněných stojí za zmínku medovník meduňkolistý (Melittis melissophyllum) a hvězdnice chlumní (Aster amellus).
V Bosonožském hájku roste také 8 druhů více či méně ohrožených orchidejí: střevíčník pantoflíček (Cypripedium calceolus), vemeník dvoulistý (Platanthera bifolia), vemeník zelenavý (Platanthera chlorantha), kruštík širolistý (Epipactis helleborine), kruštík růžkatý (Epipactis muelleri), okrotice bílá (Cephalanthera damasonium) a nezelené druhy hlístník hnízdák (Neottia nidus-avis) a korálice trojklaná (Corallorhiza trifida).

## Mykoflóra
V rezervaci byl doložen výskyt chráněných a ohrožených makromycetů, například hřib Fechtnerův (Butyriboletus fechtnerii), choroš oříš (Polyporus umbellatus), chřapáč okrový (Helvella pithyophila) a pavučinec lilákový (Cortinarius sodagnitus).

## Fauna
Zachovalý les se starými pařezy s výmladky a doupnými stromy je domovem mnoha druhů bezobratlých. Ze zvláště chráněných jsou to například roháč obecný (Lucanus cervus), tesařík piluna (Prionus coriarius), motýli bělopásek topolový (Limenitis populi) a batolec duhový (Apatura iris), na loukách při jižním okraji kudlanka nábožná (Mantis religiosa), plazy zastupují slepýš křehký (Anguis fragilis), užovka obojková (Natrix natrix) a ještěrka obecná (Lacerta agilis).. Z ptačích druhů tu hnízdí například žluna zelená (Picus viridis), strakapoud prostřední (Dendrocopos medius) a vzácnější strakapoud malý (Dendrocopos minor), lejsek bělokrký (Ficedula albicollis), lejsek šedý (Muscicapa striata), dlask tlustozobý (Coccothraustes cocothraustes) a žluva hajní (Oriolus oriolus).